# Leo Takae
Leo Takae (født 27. juni 1998) er en japansk fodboldspiller, som spiller for den japanske fodboldklub Gamba Osaka.